# Língua icpengue
A língua icpengue (Ikpeng) é a língua do povo Icpengues (também conhecido como Txikāo) que vive no Parque Indígena do Xingu em Mato Grosso, Brasil. São cerca de 500 falantes (Rodgers, 2013). O icpengue é uma língua com alta transmissão, o que significa que é transmitido de pai para filho a uma taxa alta, com todos os membros falando o idioma (Moore, 2006). A maioria dos membros também é bilíngue em português (Pacheco, 2005). A língua faz parte da família de Carib (karib) (Moore, 2006).

## História

### Início
Os Icpengue eram conhecidos por habitar a mesma terra que os povos Txipaya, perto do Rio Iriri, e faziam uma forte aliança com esse grupo em tempos de guerra. A história oral] traça o território ancestral de Icpengue até o Rio Jari (Rodgers, 2013). Em 1850, sabia-se que a língua habitava uma área de rios convergentes que se pensava ser a bacia do rio Teles Pires - Juruena (Menget & Troncarelli, 2003). Antes de 1900, os Icpengue estavam em guerra com várias instituições políticas e até encontraram colonos de descendência européia (2003). A guerra e a colonização da bacia de Teles Pires-Juruena empurraram a língua para a formação da Montanha Formosa e entraram na bacia do Alto Xingu (2003).

### Contatos
Em 19 de outubro de 1964, irmãos Villas-Bôas encontraram aldeias Icpengue enquanto sobrevoavam o rio Ronuro, no Mato Grosso (Pacheco, 2005). Eles viviam junto aos rios Ronuro e Jabotá e, quando foram desnutridos e expostos a doenças, aceitaram recursos e depois se mudaram para o Parque Nacional do Xingu em 1967 (Menget & Troncarelli, 2003). Os Icpengue se dispersaram por um curto período de tempo, com diferentes grupos familiares vivendo em diferentes partes do parque, mas mais tarde se reagruparam no início dos anos 1970, perto do Posto Indígena Leonardo Villas-Boas (2003). Na década de 1980, eles se mudaram para a região central do Xingu e atualmente administram o Posto Indígena Pavuru, bem como o Posto de Vigilância Ronuro, que fica perto de sua terra tradicional no rio Jabotá (2003). A partir deste posto, eles ajudam a defender o Parque Xingu de madeireiros e pescadores ilegais (Campetela, 1997). O Icpengue fez uma expedição em 2002 ao rio Jabotá para coletar plantas medicinais e conchas. Atualmente, buscam recuperar esse território (Menget & Troncarelli, 2003).

### Educação
Nos anos 90, o Icpengue começou a elaborar um sistema educacional dentro de sua comunidade (Campetela, 1997). Em 1994, os professores da língua desenvolveram uma forma de escrita com a ajuda de linguistas (Menget & Troncarelli, 2003). Isso foi feito através do programa de formação de professores do Instituto Socioambiental, que permitiu que as crianças de Icpengue aprendessem seu próprio idioma ao lado do português em Escola própria (2003). Essa escola desempenha um papel central no projeto e é responsável pela criação e distribuição desse material para as comunidades de Icpengue no Parque Xingu (2003).

## Classificação
A família de idiomas Caribes, também conhecida como Karib ou Caribana, é uma família com idiomas falados em na Colômbia, na Venezuela, Mato Grosso no Brasil e as três Guianas (Britannica 2007). Essa família de idiomas compreende aproximadamente 50 idiomas e é mais comumente separada em grupos de idiomas regionais, como Caribe Central, Oriental, Setentrional, etc. (Biblioteca Digital Curt Nimuendajú). As línguas caribes foram encontradas pela primeira vez no século XVII e XVIII pelos europeus; no entanto, a espacialidade total da família de idiomas não foi descoberta até o século XIX, quando Karl von den Steinen documentou a existência de línguas caribes no Brasil Central (Meira & Franchetto, 2005). Embora grande, com uma população de mais de vinte e dois mil falantes, os idiomas caribenhos enfrentaram mudanças drásticas em sua geografia e prevalência na região (Britannica, 2007). As línguas caribenhas de contato pré-colonial foram encontradas em todas as Antilhas, entretanto, grande parte da população indígena foi exterminada e a população restante não fala suas línguas indígenas (Britannica, 2007).

## Literatura
O primeiro registro da documentação do Icpengue foi conduzido por Eduardo Galvano em 1964, quando ele criou uma lista de 12 palavras d Ilíngua. Recentemente, a língua Icpengue foi analisada por vários acadêmicos por Frantome Pachecho e Cilene Campetela. A partir de 1997, Pacheco escreveu "Aspectos da gramática Icpengue", que explorou a morfologia, ortografia, estrutura gramatical, aspectos prosódicos, entre outros tópicos. Mais adiante na exploração de Icpengue, Pacheco escreveu "Morfossintaxe do verbo Icpengue" em 2001, um artigo acadêmico focado apenas na morfologia e na sintaxe. Em 2005, escreveu "O Icpengue em contato com o português: empréstimo lexical e adaptação linguística" um artigo sobre a influência do português na língua do Icpengue e seu impacto nas práticas culturais. Mais recentemente, em 2007, ele escreveu: "Morfofonologia dos prefixos pessoais em língua estrangeira", com foco em fonologia e morfologia. Cilene Campetela simultaneamente com Pacheco publica artigos sobre o Icpengue desde 1997. Em 1997, lançou "Análise do sistema de marcação de casos nas orações independentes da língua Icpengue", com foco em fonologia e morfologia. "Aspectos prosódicos da língua Icpengue" de Campetela foi lançado em 2002 e analisou exclusivamente os aspectos prosódicos do Icpengue.
Juntamente com Pacheco e Campetela, existem vários estudos realizados por outros pesquisadores. Mais notavelmente, o projeto ProDocLin de 2008 que documenta a língua em diferentes contextos sociais através de audiovisuas com um banco de dados de léxico associado foi conduzido pela Dra. Angela Fabiola Alves Chagas com assistência de Ingrid Lemos e Maria Luisa Freitas. Outras pesquisas sobre a língua Icpengue incluem uma análise da fonologia da língua por Eduardo Alves Vasconcelos, peça de Maria Luisa Freitas em 2015 sobre as mudanças gramaticais e gramaticais de Wellington Quintino.

## Documentação
O departamento de documentação do Museu do Índio, o Projeto de Documentação de Línguas Indígenas, executou um projeto de documentação no Icpengue. Foi liderado por Angela Chegas, assistida pelas pesquisadoras associadas Ingrid Lemos e Maria Luisa Freitas, com a consulta de Icpengues. O projeto teve como objetivo documentar aspectos culturais e linguísticos do povo Icpengue. Isso foi realizado através de gravações audiovisuais de conversas, músicas, histórias e discursos cerimoniais. Os extensos dados e transcrições lexicais são armazenados em um banco de dados digitalizado para que os pesquisadores acessem.

## Gramática
As palavras na língua Icpengue, como ocorre em muitas outras, dependem de uma variedade de morfemas na forma de prefixos, afixos e sufixos para detalhar a função de palavras específicas. Os pesquisadores de Icpengue, principalmente Frantome Pacheco, deram atenção especial à morfologia do verbo Icpengue, na qual morfemas são usados para dar nuances às palavras; eles determinam o sujeito ou objeto com o qual é conjugado o verbo, tempo gramatical, número (plural e singular), inclusividade, causalidade , interrogação, negação e outras características mais específicas (Pacheco, 2001). As classes de palavras presentes em Icpengue são verbos, substantivos, adjetivos, pronomes, preposições e partículas, e cada uma possui uma variedade de morfemas específicos para sua classe de palavras (Pacheco, 1997).

### Pronomes

#### Independentes
| Grammatical person | Pronome  | Pronome  |
| Grammatical person | Singular | Plural   |
| ------------------ | -------- | -------- |
| 1ª                 | uro      |          |
| 2ª                 | omro     | omro-ŋmo |
| 1ª inclusiva       | ugro     | ugro-ŋmo |
| 1ª exclusiva       | tʃimna   |          |

t-otupit    uro 			"Eu estou satisfeito" (2001).
PG-satiate I
k-ineiJ-lt omro 		"Eu vi você" (2001).
1A20-ver-REC
```
t-otupit-ket         
 ugro
 	"Nós estamos satisfeitos" (2001).
```

PG-satiate-ADJZ nós:INC
tJimna y-aginum-lt 		"Nós choramos" (2001).
nós:EXC 3-chorar-REC
atJina omro-IJmo  		"Onde você está indo?" (2001)
Para onde você(s)-COL

#### Demonstrativos
|          | Proximal  | Proximal | Distal    | Distal |
| Animado  | Inanimado | Animado  | Inanimado |        |
| -------- | --------- | -------- | --------- | ------ |
| Singular | oren      | nen      | ugun      | mun    |
| Plural   | wan       | neyam    | ugyam     | muyan  |

ugun       pe- wa 		"It's not him"'  (Pacheco, 2001)
Ele:DIST:ANIM EXIST-NEG
e-woy-n tpe oren 			 "Ele tem rupoas	" (Pacheco, 2001)	
3-roupas-GEN EXIST geneivo elePROX:ANIM
Neyam  kɨtpip 		"Essas são bonitas" (Pacheco, 2001)
Essas bonitas

#### Interrogativos
| Interrogativo | Significado                       | Função     |
| ------------- | --------------------------------- | ---------- |
| onok          | quem (animados)                   | Argumental |
| arɨ           | o que (inanimados ou sobre fatos) | Argumental |
| onok ɨna      | Obliquo                           |            |
| onok pak      | Obliquo                           | com quem   |
| arɨ ge        | Obliquo                           | com o que  |
| arɨ wok       | Obliquo                           | em quem    |
| ara           | como                              | Adverbial  |
| arato         | por que, o que foi                | Adverbial  |
| arakeni       | de qual modo                      | Adverbial  |
| arakenip      | quando                            | Adverbial  |
| otumunto      | onde                              | Adverbial  |
| otumɨna       | para onde, onde                   | Adverbial  |
| otumɨlo       | perto de onde, onde               | Adverbial  |
| atʃina        | em qual direção                   | Adverbial  |

### Desiderativos
Em português, existem verbos separados para expressar desejar ou querer. Por outro lado, a língua Ikpeng temum morfema para expressar amos, chamado de casor desiderativo. O morfema é / –tɨne  '/' , que é anexado como um sufixo ao verbo para indicar que se deseja executar uma determinada ação (o verbo) (Pacheco, 2001).
```
     y-ak-
tɨne
    pow		"Eu  quero comer porco" (2001).
```

1A30-comer -DES porco
Tawi   ∅-ak-tɨne       pow	"Davi quer comer porco" (2001).
Davi 3A30-comer-DES porco
Esse morfema também é usado com verbos auxiliares, quando o predicado tem elementos não verbais em seu núcleo.
ugw-erem   pe       m-it-tɨne     omro         "Você quer ser nosso chefe" (2001).
1+2-chefe  EXT  2-AUX-DES    você

### Passado imediato
Icpengue costuma usar morfemas para conjugar verbos no "passado imediato", significando um período de tempo entendido como o momento imediatamente antes do presente e, o mais tardar, ontem (Campetela, 1997). Esses morfemas são / –lɨ / e / –lan /, com / –lɨ / sendo usados para ações testemunhadas pelo falante e / –lan / para ações que não foram testemunhadas pelo falante (1997).
```
 "Areplɨ tupi muin."
```

```
    ∅-arep-
lɨ
         tupi        ∅ mui-n 	               "A canoa do homem branco chegou" (1997).
```

3A30-chegar-IM  homem branco   ∅ canoa-POSS.
(Este evento aconteceu no dia anterior e foi testemunhado por quem falou.)
"Anmelan Cilene Fran."
```
  ∅-anme-
lan
   Cilene  Fran 			   "Cilene empurrou Fran" (1997).
```

3A30-empurrar-IM     Cilene  Fran
(Este evento aconteceu no dia anterior e não foi testemunhado por quem falou.)

## Sintaxe

### Valência dos verbos
Icpengue possui dois métodos diferentes para determinar o aumento da valência através de causativos relacionado ao verbo: o causador morfológico, que é adicionado como um afixo ao verbo, e o causador lexicalizado, que usa um verbo causador independente e outra palavra é adicionada como complemento de sentença (Pacheco, 2001).
Os causativos morfológicos (afixos) são usados para alterar as frases de verbos transitivo e intransitivos para verbos causativos transitivos e intransitivos, respectivamente (2001). O morfema usado para o afixo é / -nopo /, com alomorfos como / nop / ou / nob / quando inseridos após uma vogal, / pon / e / poŋ / após consoantes e / mpo /, que podem ser explicados como uma assimilação do som nasal (n) em / nopo / (2001). Abaixo estão exemplos da construção do verbo causal usando morfemas.

#### Intransitivo
```
petkom y-umne - 
 'nob' 
 - lɨ tarɨwe "A mulher secou a mandioca" (2001).
```

woman 30-dry -  'CAUS'  - REC mandioca
Na frase acima, o morfema causador indica que foi a mulher que fez a mandioca secar, em vez de simplesmente dizer "a mandioca secou".

#### Transitivos
```
     gwakpitkeni y-aginum - 
 'po' 
 - lɨ aiŋpi "A enfermeira fez o menino chorar" (2001).
```

enfermeira 30-cry -  'CAUS'  - menino REC
Uma hierarquia específica precisa ser considerada ao lidar com causas morfológicas, no que diz respeito ao tipo de argumento encontrado na sentença (sujeito S, sujeito A e objeto O) (2001).
"Sujeito ou agente (S, A)> objeto direto (O)> objeto não direto ou oblíquo" (2001).
Os causativos lexicalizados são verbos separados nas frases usadas para indicar maior valência. Em Icpengue, esses são frequentemente verbos como (pedir em inglês) (2001). Isso acontece apenas nos casos em que o verbo principal é o causativo (o verbo que ordena como 'ordenar' ou 'fazer') e a ação que está sendo ordenada é adicionada como complemento da frase, em vez de um verbo preenchido de outra forma ( 2001).
Tʃileni ∅ -  'anoŋ'  - lɨ aiŋpi  '[∅-aranrnet-poto]'  "Cilene fez / ordenou que o menino corresse" (2001)
Cilene 3A30 -  'orde'  menino r-REC [ '3A30-run-NMZ]' 
Nesta sentença, o primeiro verbo destacado é o verbo de comando "ordenar" nesse caso, e a seção entre colchetes é o verbo que está sendo ordenado, neste caso "correr". O verbo lexicalizado, neste caso, é 'pedir'.

## Semântica

### Plural
Icpengue possui múltiplos sufixos e prefixos que denotam pluralidade de objetos, eventos, verbos e substantivos.

#### Sufixos de objeto e iterativos
Para denotar objetos plurais em Icpengue, os sufixos / -tke / e / -ke / são empregados. Além disso, esses sufixos podem ser interpretados como sufixos iterativos, pois também são usados para expressar a repetição de uma ação. Distinguir o uso dos sufixos é contextual, pois não há diferenciação consistente entre os dois usos (Campetela 1997, pg. 84-85).
Ex: "iŋwotkelɨ ɨtɨŋ tae"
eu ŋwo-tke-lɨ ɨtɨŋ tae
1A3O caça-PL-IM muitos macacos
"Eu caçava muitos macacos"

#### Plurais
Os plurais verbais são classificados de três maneiras, plurais para o futuro não e perguntas (interrogativas).
Para expressar pluralidade ou coletivo em tempos não futuros, o sufixo / -kom / ~ / ŋmo / é anexado ao final do verbo (Pacheco, 2001, pág. 84-85).
Ex: "pro geneŋlɨŋmo"
Pro g-eneŋ-lɨ-ŋmo
```
    3A1O-ver-REC-COL
```

"Eles me dizem"
Para expressar pluralidade ou coletivo em uma frase interrogativa, o sufixo / -tom / ~ / rom / é anexado ao final do verbo. Esse sufixo normalmente está associado ao uso de segunda pessoa (Pacheco, 2001, pág. 84-85).
Ex: "pro menentom torempantum"
Pro m-enen-tom torempantum
```
   Estudante 2A3O-see-COL
```

"Você (plural) viu o aluno?"

#### Substantivos
Para expressar a quantidade de quem possui um objeto no contexto promonimal, o sufixo / -kom / ~ / ŋmo / é anexado ao objeto (Pacheco, 2001, pág. 103).
Ex: opunkom
O-pu-n-kom
2 pés-POS-COL
"Seus pés"
Para expressar a quantidade de possuidores na forma nominal, o sufixo / -niŋkɨn / está após o morfema nominal.
Ex: "Ikeŋ niŋkɨn troc"
```
   Pés de Icpengue COL
```

```
   "Os pés do Ikpend"
```

Quando existe um acordo entre os morfemas nominais, / -niŋkɨn / é usado após o morfema / keni / para indicar plurais.
Ex: Melobô terulɨ topkak Tʃileni Paran keni niŋkɨn ɨna
Melobô t-eru-lɨ topkak [Tʃileni Paran keni niŋkɨn] ɨna
Melobô arco 3O-dar-REC Cilene Fran PART PL DAT: para
'Melobô fez uma reverência a Cilene e Fran'

#### Pronomes
Em Icpengue, pronomes demonstrativos em terceira pessoa são usados para indicar a distância e a animacidade da entidade em relação ao falante.
|         | Próximo   | Próximo | Distante  | Distante |
| Animado | Inanimado | Animado | Inanimado |          |
| ------- | --------- | ------- | --------- | -------- |
| Plural  | wan       | neyam   | ugyam     | muyan    |

Ex: ugyam øarawɨtke-naŋme
```
    Ugy-am ø-ar-waɨtke-naŋme
```

```
    Eles: DIST: ANIM: PL 3Sa-REF -fight-CONT -REC
```

```
    "Eles estão lutando"
```

Pronomes pessoais independentes expressam gramáticas livres e ocupam posição argumentativa (Pacheco, 2001, pág. 119).
| Pessoal gramatical | Pronome  | Pronome  |
| Pessoal gramatical | Singular | Plural   |
| ------------------ | -------- | -------- |
| 1ª                 | uro      |          |
| 2ª                 | omro     | omro-ŋmo |
| 1ª inclusiva       | ugro     | ugro-ŋmo |
| 1ª exclusiva       | tʃimna   |          |

Ex: atʃina        omro-ŋmo
```
   Para onde vocês(s)-COL
```

```
  "Onde você está (PL) indo"
```

## Fonologia

### Consoantes
|           | Bilabial | Alveolar | Palatal | Velar |
| --------- | -------- | -------- | ------- | ----- |
| Plosiva   | p        | t        |         | K g   |
| Africada  |          | tʃ       |         |       |
| Nasal     | m        | n        |         | ŋ     |
| Lateral   |          | I        |         |       |
| Vibrante  |          | r (=ɾ)   |         |       |
| semivogal | w (=β)   |          | y (=j)  |       |

### Vogais
|         | Anterior | Central | Posterior |
| ------- | -------- | ------- | --------- |
| Fechada | i        | ɨ       | u         |
| Medial  | e        |         | o         |
| Aberta  |          | a       |           |